# Hans Luber
Hans Luber (n. 15 octombrie 1893, München, Imperiul German – d. 15 octombrie 1940, Berlin, Germania Nazistă) a fost un săritor în apă ce a reprezentat Reichul German, medaliat olimpic. A participat la o ediție a Jocurilor Olimpice (1912) în care a câștigat o medalie de argint.

## Participări
Lista de mai jos prezintă principalele competiții la care a participat Hans Luber de-a lungul carierei.
- diving at the 1912 Summer Olympics – men's 3 metre springboard[*]